# Pierre-Jean Grosley
Pierre-Jean Grosley (* 21. November 1718 in Troyes; † 4. November 1785 ebenda) war ein französischer Historiker, Enzyklopädist und Literat.

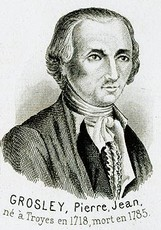
Pierre-Jean Grosley

## Leben
Sein Vater war Jean Grosley († 1732), ein Advokat und Gerichtsvollzieher, avocat et bailli in Saint Maure, und seine Mutter Louise Barolet, eine Tochter des Kaufmanns und Ratsherren aus Troyes den Pierre Barolet. Er war der älteste von drei überlebenden Geschwistern: seine Schwester Marie Elizabeth (* 1719) und sein Bruder François Grosley (* 1724), genannt Grosley de Lamurotte, einem späteren Anwalt am Gericht, avocat au Parlement.
Seine schulische Ausbildung erhielt er am Kolleg der Oratoranier, collège de l’Oratoire de Troyes. Im Anschluss ging er nach Paris, um Rechtswissenschaft zu studieren. Von 1737 bis 1740 studierte er die Jurisprudenz und war als Angestellter in verschiedenen Anwaltskanzleien beschäftigt. 1745 und 1746 nahm er an der italienischen Kampagne während des Österreichischen Erbfolgekrieges im Stab des Marschalls Maillebois teil. Nach seiner Rückkehr veröffentlichte er seine Erlebnisse in einer Geschichte mit dem Titel Observations sur l’Italie et les Italiens.
Er gewann den zweiten Platz, nach Jean-Jacques Rousseaus Discours sur les sciences et les arts, in dem von der Académie des sciences, arts et belles-lettres de Dijon im Juli 1750 vergebenen Schreibwettbewerb.
Grosley verwendete verschiedene Pseudonyme: du Chasselas, Sogirel, Chapus, Vauraoult, Glaudot, Girodet de Saint-Florentin, Pancrace Floguy, Zorobabel, Malebranche, de Villedieu, le père Adri, Vadeboncoeur oder le gentilhomme suédois. Seine zahlreichen Schriften führten dazu, dass er im Jahre 1761 zum beigeordneten Mitglied der Académie des inscriptions et belles-lettres berufen wurde.
Er schätzte das Reisen sehr, und so fuhr er im Frühjahr 1765 durch das Königreich Großbritannien und auch nach London, wo er sechs Wochen lang lebte. In seinem Reisebericht Londres lobte er den englischen Liberalismus, eine Haltung, die ihm mehrere Kontroversen einbrachte, nachdem der Reisebericht im Jahre 1770 veröffentlicht wurde. Grosleys weitere Unternehmungen führten ihn im Sommer 1772 in den Norden von Frankreich und Holland. Nach seiner erneuten Rückkehr nach England im Jahre 1765 dachte er für einen Moment daran, die Witwe eines Freundes zu heiraten, aber er gab dieses Vorhaben auf.
Pierre Jean Grosley starb in Troyes in seinem Haus in der rue du Bourg-Neuf, wo er auch geboren worden war, am 4. November 1785.

## Werke

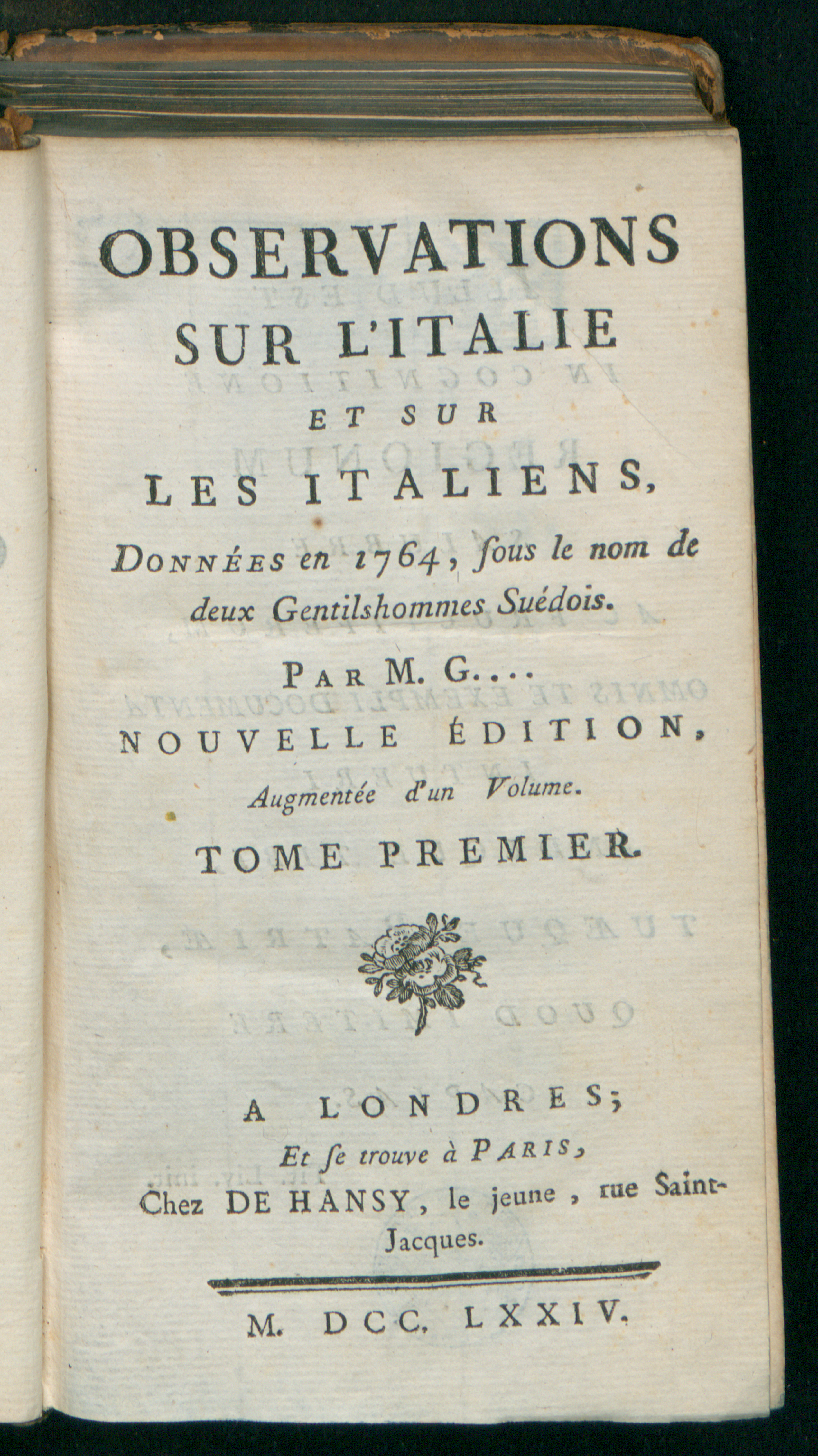
Observations sur l'Italie et sur les Italiens, 1774

- Mémoires de l’Académie des Sciences, Inscriptions, Belles-Lettres, Beaux-Arts, etc., nouvellement établie à Troyes. Liège (Troyes), 1744, in-8°; Paris, 1756. 2 vol. in-12 ; (Troyes), 1768, in-12 ; Londres (Troyes), an X ;
- Mémoire pour servir de supplément aux antiquités ecclésiastiques de Troyes, par M. N. Camusat.Troyes, 1750, in-12, réimprimé plusieurs fois ;
- Recherches pour servir à l’histoire du Droit français, Paris, 1752, in-12 ;
- Vie de Pierre Pithou, etc. Paris, 1756, 2 vol. in-12 ;
- Ephémérides troyennes (1757–1768), Troyes, 12 vol. in-32 ;
- Nouveaux Mémoires ou observations sur l’Italie et sur les Italiens, par deux gentilshommes suédois, Londres, 1764, 3 vol. in-12; 1770, 5 vol. in-12 ; Londres, Lausanne, 1770, 3 vol. in-12; 1774, 4 vol. in-12 ;
- Mémoires sur les campagnes d’Italie de 1745 et 1746, Amsterdam, 1777, in-8° ;
- Vie de M. Grosley, écrite par lui-même, etc., Londres et Paris, 1787, in-8°;
- Mémoires historiques et critiques pour l’histoire de Troyes, Troyes, 1811–1812, 2 vol. in-8°
- Œuvres inédites (Mémoires sur les Troyens célèbres et Voyage en Hollande), Paris, 1813, 3 vol. in-8° (Le voyage en Hollande forme le 3e volume).
- Londres. Lausanne (1770), online